# جوليا توبيتز
جوليا توبيتز (من مواليد 1 مارس 1996) هي لاعبة لوجر ألمانية. شاركت في بطولة العالم للزحافات الثلجية 2019 ، وفازت بميدالية.